# NGC 1883
NGC 1883 is een open sterrenhoop in het sterrenbeeld Voerman. Het hemelobject werd op 11 december 1786 ontdekt door de Duits-Britse astronoom William Herschel.

## Synoniemen
- OCL 417